# Cantón El Carmen
Cantón El Carmen är en kanton i Ecuador.   Den ligger i provinsen Manabí, i den centrala delen av landet, 120 km väster om huvudstaden Quito.